# Meshari Al-Nemer
Meshari Al-Nemer (ur. 5 sierpnia 2003 w Rijadzie) – saudyjski piłkarz grający na pozycji napastnika w Al-Nassr oraz młodzieżowej reprezentacji Arabii Saudyjskiej.

## Kariera klubowa
8 sierpnia 2021 podpisał pierwszy profesjonalny kontrakt z seniorską Al-Nassr.